# Drugi tir železniške proge Divača–Koper
Drugi tir železniške proge Divača–Koper bo ena izmed železniških prog, ki sestavljajo železniško omrežje v Sloveniji. Zgrajen je bil z namenom povečanja prepustnosti železniškega prometa, tako tovornega kot potniškega, pa tudi zaradi vse večjih transportnih potreb Luke Koper. 
Drugi tir naj bi nadomestil obstoječo železniško progo Divača–Koper. Hkrati naj bi zadostil čedalje večjim potrebam po železniškem prevozu tovora iz koprskega pristanišča.

## Gradnja
Gradnja drugega tira železniške proge med Divačo in Koprom je eden najpomembnejših infrastrukturnih projektov v Sloveniji. Projekt vključuje 27,1 km dolgo progo, ki bo izboljšala povezavo med Luko Koper in notranjostjo države.
Gradnja drugega tira se sooča z izzivi, kot so nepredvidene geološke razmere, vključno z odkritjem kraških jam in premiki pobočja v dolini Glinščice, kar je povzročilo nekajmesečno zamudo pri načrtovanem dokončanju projekta.
Med gradnjo je bilo objavljeno javno naročilo za projektno in okoljsko dokumentacijo, za gradnjo dodatnega t.j. vzporednega tira, kar bo progo spremenilo v dvotirno.

### Načrtovani zaključek gradnje
Dvotirnost nove železniške proge naj bi bila vzpostavljena do leta 2030, medtem ko naj bi prvi vlaki po enotirni progi testne vožnje izvedli že v prvi polovici 2026, redni promet po enem tiru pa je predviden za leto 2027.

## Opis proge
Začetna železniška postaja je Divača, od katere proga drugega tira na začetku poteka po nasipu, zatem se spusti v odprti trasi do prvega predora Lokev (T1) in preko zaprtega viadukta Glinščica (215 m) v drugi predor Beka (T2), v bližini vasi Črni Kal na Kraškem robu. Po izhodu iz predora proga takoj preide na viadukt Gabrovica (416 m). Sledi vrsta krajših odprtih delov proge z viaduktom Vinjan (620 m) in petih predorov (T3–T8). Po izhodu iz predora Škofije (T8) poteka drugi tir znova po površju in se pred končno postajo Koper tovorna (ta je že povezana s Železniško postajo Koper Luka) priključi na že zgrajen izvlečni tir. 
Trasa drugega tira torej poteka severno od obstoječega tira železniške proge Divača–Koper in je speljana večinoma po predorih ter viaduktih.

### Objekti na trasi drugega tira
Predori
Kar 75% proge drugega tira poteka v sedmih predorih:
- predor Lokev (T1) (6714 oz. 6683 m)
- predor Beka (T2) (6017 oz. 6042 m)
- predor Stepani (T3) (335 m)
- predor Tinjan (T4) (1949 m)
- predor Osp (T5-6) (505 m)
- predor Mlinarji (T7) (1154 m)
- predor Škofije (T8) (3808 oz. 3818 m)

Viadukti

- viadukt Glinščica (215 m)
- viadukt Gabrovica (416 m), speljan pod viaduktom Črni Kal na avtocesti A1
- viadukt Vinjan (620 m)

### Odprta trasa
Na celotni trasi je le 5,4 kilometra železniške proge speljane na odprti trasi. Posebna pozornost je namenjena kvalitetni izvedbi nasipov in temeljnih del, saj je zaradi gradnje tirov v tehniki na togi podlagi, tudi na odprti trasi, njihovo posedanje nedopustno.

### Deviacija že obstoječe proge
Trasa drugega tira bi v bližini Divače presekala traso sedanje železniške proge Divača-Koper, zato je bilo treba že obstoječo progo prestaviti. Deviacija oz. prestavitev je bila izvedena avgusta 2023, z zgraditvijo 900 metrov nove proge, vključno s tiri in kretnicami, vodi za električno vleko in signalnovarnostnimi ter komunikacijskimi napravami.

### Izvlečni tir
Z namenom omilitve ozkega grla na območju Bivja je bil na železniški progi Divača–Koper vzporedno z obstoječim tirom zgrajen nov t.i. izvlečni tir, med območjem tovorne železniške postaje Koper in območjem elektronapajalne postaje ENP Dekani, ki je dolg 1,2 km. Z izgradnjo tega tira v letu 2018 in kasnejšo obnovo obstoječega se je na tem delu povečala kapaciteta proge in omogočeno je fleksibilnejše vodenje vlakov. Izvlečni tir hkrati prestavlja prvi del novozgrajenega drugega tira Divača - Koper, saj se bo nanj pri ENP Dekani priključila nova proga. Leto kasneje je bil uveden evropski sistem za nadzor vlakov ETCS.